# Tord de Baillon
El tord de Baillon (Symphodus bailloni) és una espècie de peix de la família dels làbrids i de l'ordre dels perciformes.

## Morfologia
Els mascles poden assolir els 20 cm de longitud total.

## Distribució geogràfica
Es troba a les costes de Mauritània i de la península Ibèrica (incloent-hi les dels Països Catalans).